# Березань (місто)
Береза́нь — місто в Україні, Броварському районі Київської області, центр Березанської міської громади. Розташоване на річці Недрі в східній частині області за 82 км від Києва по трасі E40М03 (Київ — Харків) (65 км від Києва залізницею). Залізнична станція.

## Історія
Перша письмова згадка про Березань трапляється в люстрації Переяславського староства Київського воєводства за 1616 рік (чи має назва «татарський» родовід — Bori Ozon, себто «Вовча річка» — сумнівно). Відповідно до цієї люстрації жителі містечка не несуть жодних повинностей, окрім військової. У люстрації за 1620 рік вказано, що в містечках Переяславського староства Березані, Бикові, Яблуневі та Миргороді виготовляють кляту селітру, яка нібито приносить багато доходів. Акти Люблінського трибуналу кінця XVI — початку XVII століть дають можливість встановити, що Березань, як нове або вже наявне поселення на початку XVII століття, поповнилася втікачами з Правобережної України, в основному з Ходоркова.

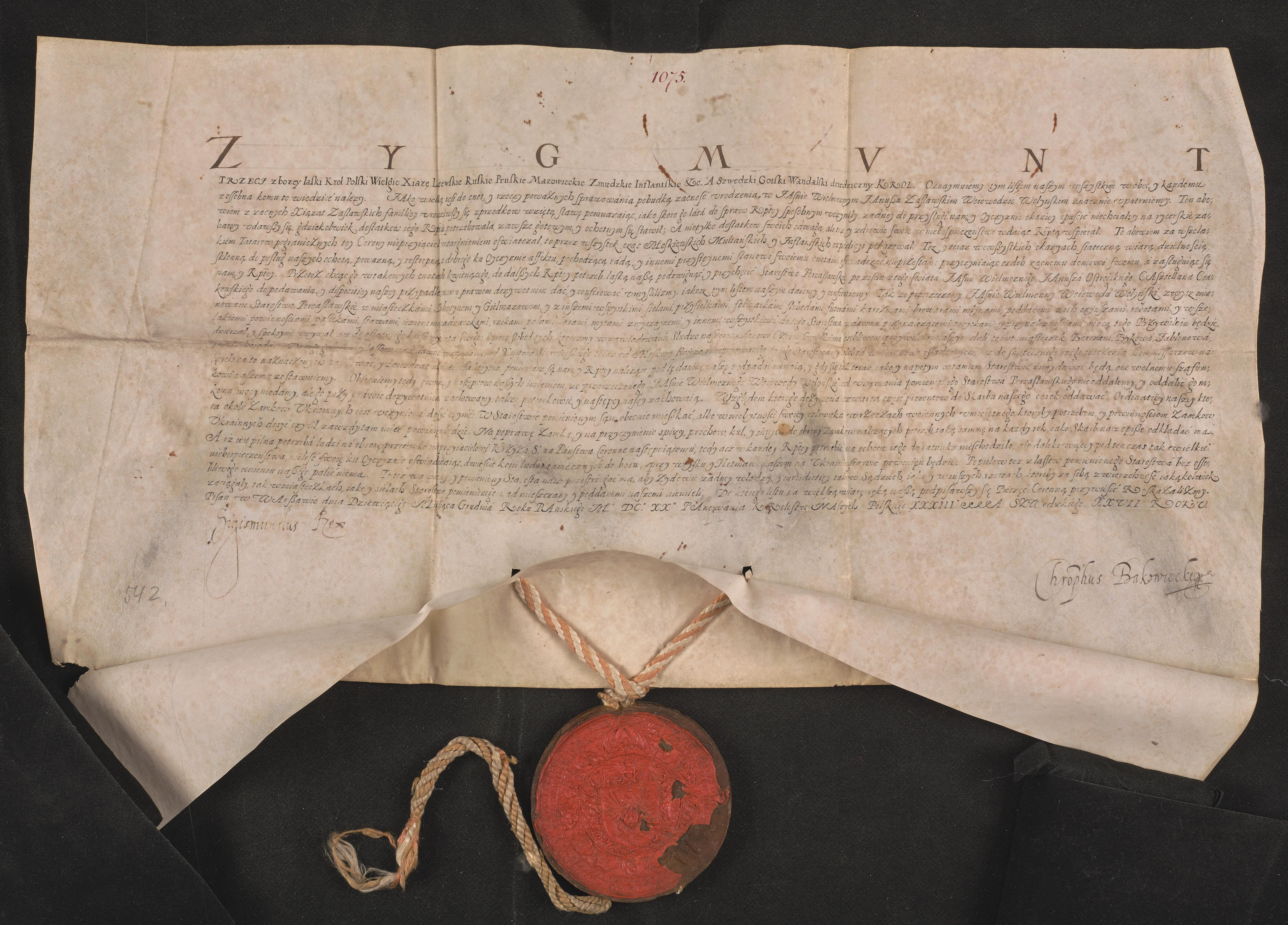
Грамота короля Сигізмунда III Вази про надання Янушу Заславському в довічне володіння Переяславського староства, 9 грудня 1620 р.

У першій половині XVII століття (до повстання під проводом Богдана Хмельницького) Березань входила до Переяславського староства, яким до 1620 року володів князь Януш Острозький. Після смерті Януша Острозького містечка Березань, Биків, Яблунів та Миргород були виділені з Переяславського староства і привілеєм Сигізмунда III від 1620 передані для вироблення селітри Янові Чернишевському, а 1621 року іншим королівським привілеєм вироблення селітри в Київському воєводстві й усій Україні було передане коморникові (помічнику підкоморія зі спірних питань про кордони маєтків) Бартоломею Обалковському, якому після Яна Чернишевського перейшли у володіння Березань, Биків, Яблунів та Миргород з усіма слободами, хуторами й поселеннями, що до них відносилися.

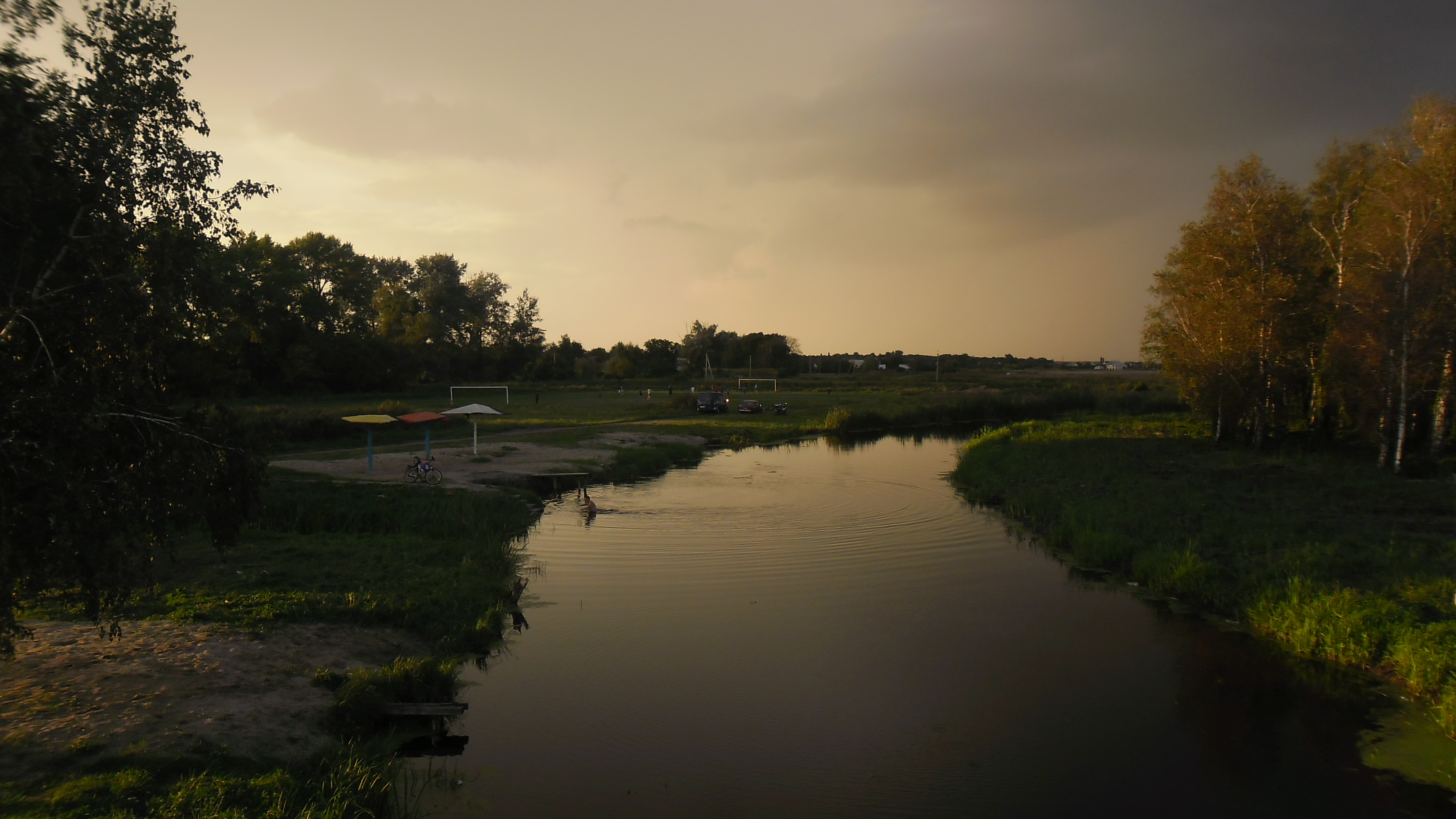
Річка Недра

Приблизно наприкінці 20– на початку 30-х роках XVII століття Березань стає центром реєстрової Березанської сотні Переяславського полку. На початку повстання 1648—1657 років Богдан Хмельницький відправив до князя Яреми Вишневецького послів з листом, у якому пояснював причини повстання козаків і пропонував не піднімати проти повсталих зброї. Посланці знайшли Ярему Вишневецького та передали йому лист, коли він перебував неподалік від Березані. Прочитавши листа, Єремія Вишневецький так розлютився, що наказав стратити послів, що його привезли.
1674 року гетьман Іван Самойлович своїм універсалом закріпив за Переяславським полковником Дмитрашком-Райчею придбані ним маєтки, зокрема й Березань, а 1688 року вже Іван Мазепа видав йому повторний універсал на ті самі маєтки. Згідно з «Генеральним слідством про маєтності» (переписом маєтків), що проводився у всіх десяти полках Лівобережної України в 1729—1731 роках, Березань налічувала 37 дворів і перебувала у власності нащадків колишнього Переяславського полковника Дмитрашка-Райчі(ймовірно Василя Олексійовича Дмитрашка-Райчі). У 1764 році після ліквідації полкового устрою на Лівобережній Україні Переяславський полк, до якого належала Березанська сотня, увійшов до складу новоствореної Малоросійської губернії. Після її реорганізації в Київське, Чернігівське та Новгород-Сіверське намісництва 1782 року Березань зараховано до Переяславського повіту Київського намісництва.
Село є на мапі 1787 року.
У 1796 році відновлено Малоросійську губернію. Березань належала до територій Переяславського повіту до поділу 1802 року Малоросійської губернії на Чернігівську та Полтавську. З 1802 Березань — центр волості Переяславського повіту Полтавської губернії.
1843 року в Березані перебував Т. Г. Шевченко, там він написав вірш «Розрита могила».
На початку XX століття у містечку побудовано й 1901 року введено в експлуатацію залізничну колію напрямку Київ — Полтава, що зумовило відкриття однойменної станції Березань. Також 1965 року на цій самій лінії на околиці міста відкрито зупинну платформу Жовтневий.
1910 року містечко, центр Березанської волості Переяславського повіту Полтавської губернії, 1225 господарств, 6954 особи обох статей з найманими робітниками.
У результаті чергової адміністративно-територіальної реформи 1923 року, коли повіти були замінені округами, а волості районами, Березань стала частиною Лехнівського району Прилуцького округу Полтавської губернії. 10 червня 1925 року Лехнівський район було передано до Київської округи. З 1926 року стала районним центром замість Лехнівки. У 1932 році, після ліквідації округів, Березань стала районним центром новоствореної Київської області. З 1962 по 1965 рік селище Березань входило до складу Переяслав-Хмельницького району Київської області. 1994 року Березань віднесено до категорії міст обласного підпорядкування Київської області.
1927 року в Березані кінорежисер Арнольд Курдюм зняв один із перших повнометражних українських фільмів «Джальма».
Протягом 31 року (1926—1930, 1935—1962) Березань була районним центром; з 21 вересня 1957 — смт, з 30 червня 1994 року до адміністративно-територіальної реформи 2020 року коли стала центром Березанської міської громади мала статус міста обласного підпорядкування

### Історія назви міста
Згідно з основною версією назва Березань походить від назви річки Березанки, що впадає в Недру неподалік від міста, однак колись так називалася сама Недра. Схожу за походженням назву має притока Недри другого порядку Сухоберезиця. Назви цих річок пояснюють природними умовами тієї місцевості, якою вони протікають. На берегах річки Березанки були розташовані березові ліси. У Сухоберезиці — сухі береги. Тепер колишня річка Березанка має назву Недра.

## Географія
Клімат помірний континентальний, м'який, з теплим тривалим літом та помірною, часом нестійкою зимою, з невеликим сніговим покровом і частими відлигами. Ґрунти — в основному чорноземні, родючі, з великим вмістом гумусу, у незначній кількості — супіски, суглинки та солонці, які при необхідних агрономічних заходах дають великі урожаї. Березань оточують хвойні та листяні ліси, березові гаї. Водні ресурси — озеро Центральне, ставки, річки Недра і Трубіж — ліві притоки Дніпра. Надра багаті на поклади торфу, глини, придатної для виробництва цегли та порцеляни, дрібнозернисті піски, столову мінеральну воду, з якої в давнину виготовляли пиво.

## Населення
Населення Березані на 1 січня 2020 року складало 16 383 особи.

### Національний склад
Національний склад населення за даними перепису 2001 року:
| Національність  | Відсоток |
| --------------- | -------- |
| українці        | 93,15%   |
| росіяни         | 5,22%    |
| білоруси        | 0,55%    |
| поляки          | 0,23%    |
| вірмени         | 0,11%    |
| інші/не вказали | 0,74%    |

### Мовний склад
Рідна мова населення за даними перепису 2001 року:
| Мова            | Чисельність, осіб | Відсоток |
| --------------- | ----------------- | -------- |
| Українська      | 16 135            | 92,12%   |
| Російська       | 1 305             | 7,45%    |
| Білоруська      | 30                | 0,17%    |
| Вірменська      | 10                | 0,06%    |
| Інші/Не вказали | 36                | 0,20%    |
| Разом           | 17 516            | 100%     |

## Освіта
Загальноосвітні заклади І-III ступенів
- 1. Березанська загальноосвітня школа I—III ступенів № 1 Березанської міської ради Київської області 07540 м. Березань, вул. Шевченків шлях, 135
- 2. Березанська загальноосвітня школа I—III ступенів № 2 Березанської міської ради Київської області 7540 м. Березань, вул. Горького, 3
- 3. Березанський навчально-виховний комплекс Березанської міської ради Київської області 7540 м. Березань, вул. Кірова, 102
- 4. Березанська загальноосвітня школа I—III ступенів № 4 Березанської міської ради Київської області 07540 м. Березань, вул. Академіка Дородніцина, 8

Дошкільні (освітянські) заклади
- 1. «Ромашка» 07540 м. Березань, вул. Комарова, 5-а
- 2. «Ластівка» 7540 м. Березань, вул. Леніна,154
- 3. «Сонечко» 7540 м. Березань, вул. Садова,1
- 4. «Лелеченька» 7540 м. Березань, вул. Войкова,26
- 5. «Світанок» 7540 м. Березань-2, вул. Поштова,1

Вищі навчальні заклади та ПТУ
- Державний професійно-технічний навчальний заклад «Березанський професійний аграрний ліцей» 07540 м. Березань, вул. Шевченків шлях,35
- Відділення МАУП 07540 м. Березань, вул. Дородніцина,8

## Культура

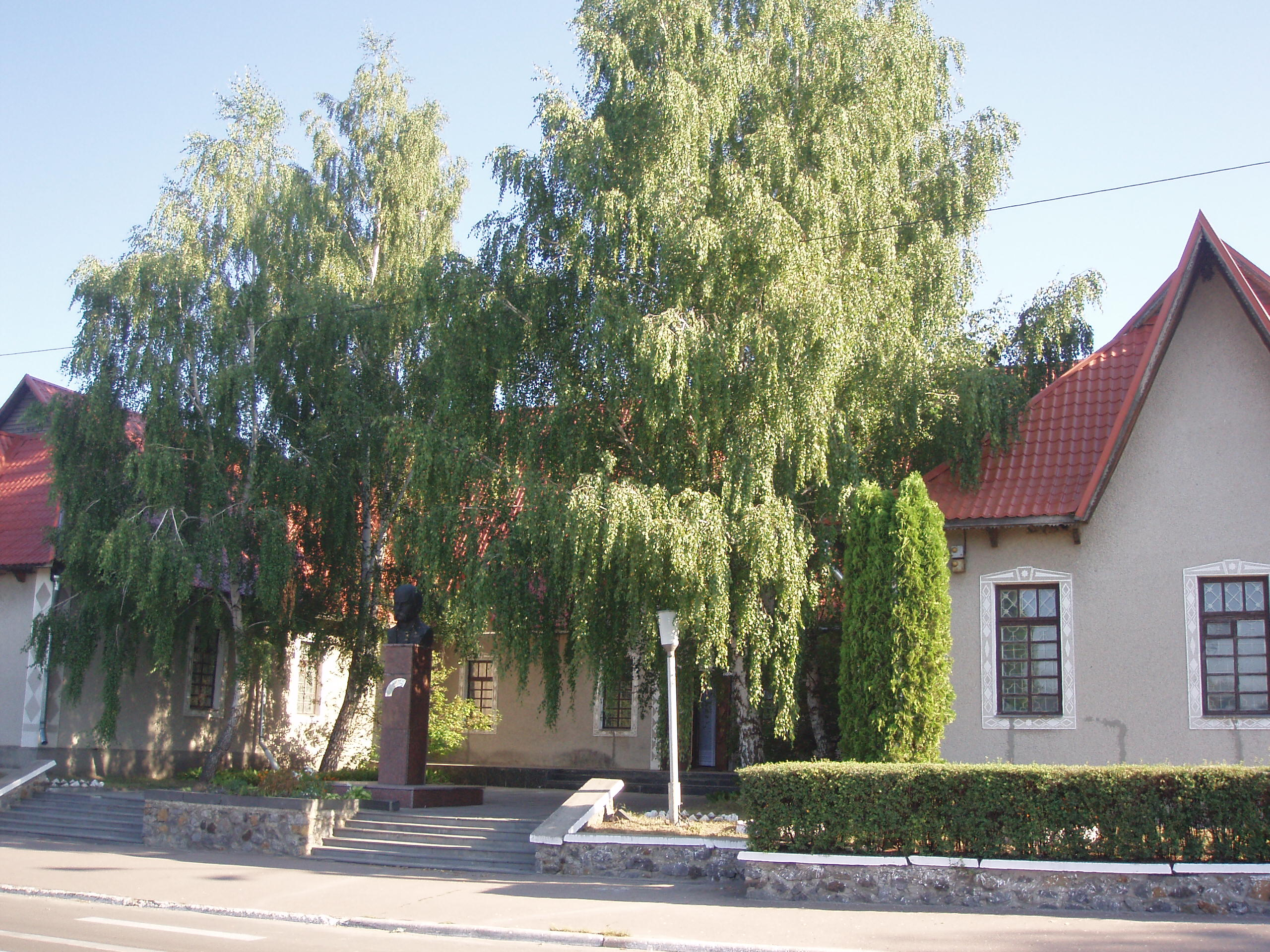
Березанський краєзнавчий музей з погруддям Шевченка

У місті працюють музична школа, кінотеатр, який переобладнаний під магазин м'ясних продуктів, - завдяки О.Сиваку, бібліотеки, будинок культури.
1975 року урочисто відкрито Березанський краєзнавчий музей, який 1980 року дістав статус народного. Експозиції музею розповідають про історію міста з найдавніших часів до сьогодення.
Масштабно в Березані проводять святкування Дня народження Кобзаря, свято Івана Купала, випускні.
У місті проводиться щорічний фестиваль важкої музики «Metal Time festival».
Серед засобів масової інформації у місті працювала редакція газети «Березанські Відомості» (1995—2015 рр.) та ТРС «Березань». У січні 2016 року засновано газету «Березанська громада».

## Підприємства
У місті діють такі підприємства:
- ВАТ «Березаньпродтовари» (мінеральна вода «Березанська»)
- ВАТ «Березанський комбікормовий завод»
- ПрАТ «Березанський завод залізобетонних виробів»
- ТОВ «Березанська суконна фабрика»
- Державна сортовипробувальна станція
- ТОВ «МЦ Баухемі» (підприємство з виготовлення будівельних сумішей)

Також функціонує завод з виробництва газоблоків «Aeroc» і ТОВ «Белла Трейд».
Серед служб, що надають послуги доставки відправлень і вантажів, функціонує три відділення «Укрпошти», два відділення «Нової пошти», «Делівері», «Ін-Тайм».

## Транспорт
До Києва з Березані з 5 ранку й до 19:30 приблизно що пів години курсують міжміські маршрутки. З центру міста до станції метро Харківська та від залізничної станції Березань до станції метро Бориспільська.
До Києва курсують електрички напрямку Гребінка-Київ, Яготин-Київ Південно-Західної залізниці.
Через місто курсують міжміські автобуси сполучення Переяслав — Згурівка, Семенівка — Леляки — Березань. Автобуси Баришівка — Березань і у зворотному напрямку курсують 7 разів на день. Також функціонують внутрішні маршрутні таксі № 1–4.

## Відомі люди

### Народилися
- Дорошець Анатолій Володимирович (* 1978) — полковник, начальник відділу бойової підготовки Держприкордонслужби України.
- Степан Лисовець (7 січня 1904 — літо 1978) — український поет, жив і працював тут.
- Бобок Олександр Миколайович (1977—2015) — старший сержант 11-го окремого мотопіхотного батальйону Збройних сил України, учасник російсько-української війни.
- Петро Луцик — режисер і сценарист.
- Софроній Іркутський.

### Пов'язані
У місті мешкає письменник поет, перекладач, літературний критик Іван Андрусяк.

### Відвідували
- Григорій Сковорода, Тарас Шевченко, Георгій Береговий та інші відомі особистості.

## Галерея

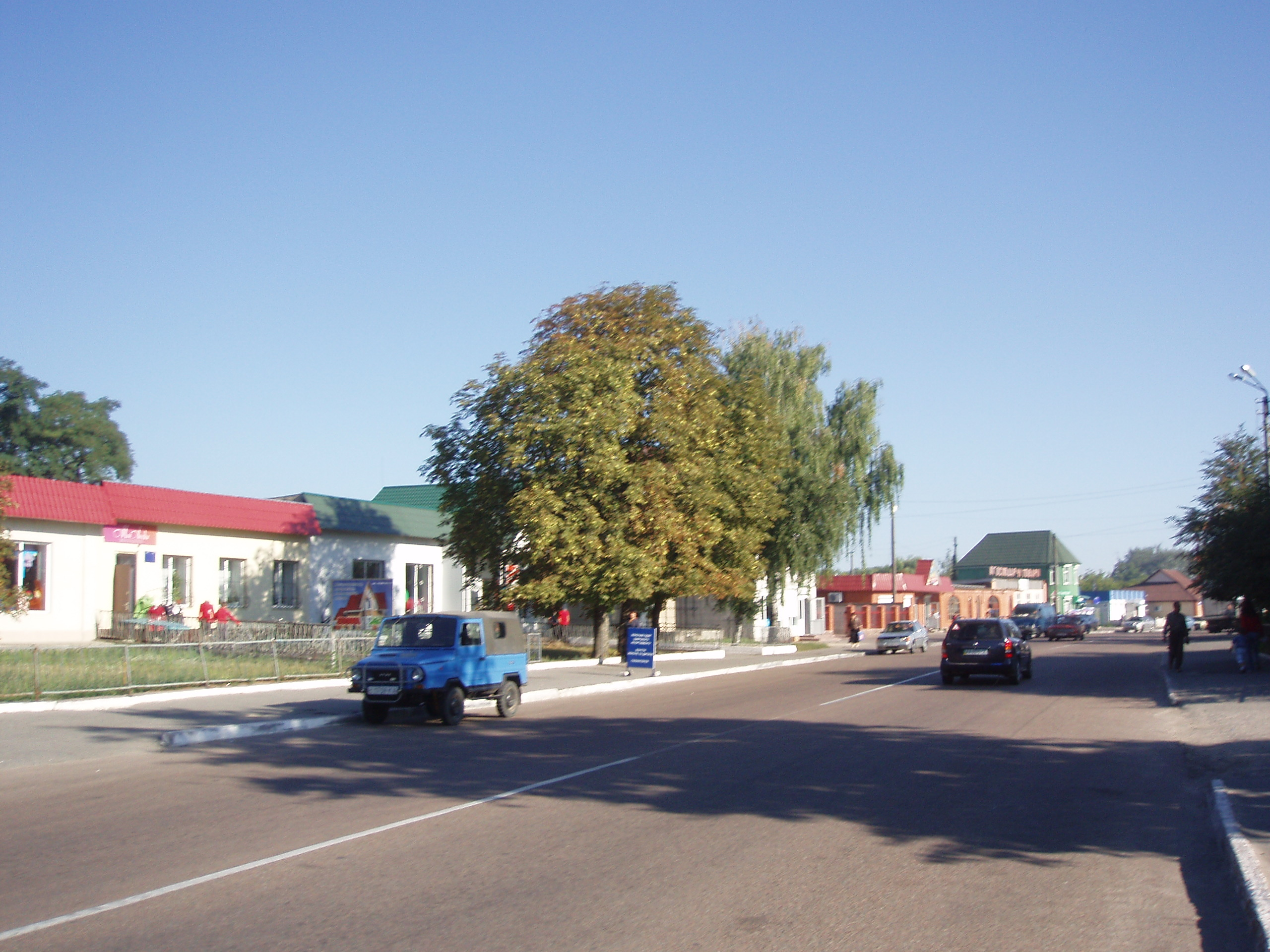
Вулиця Шевченків шлях в центрі міста
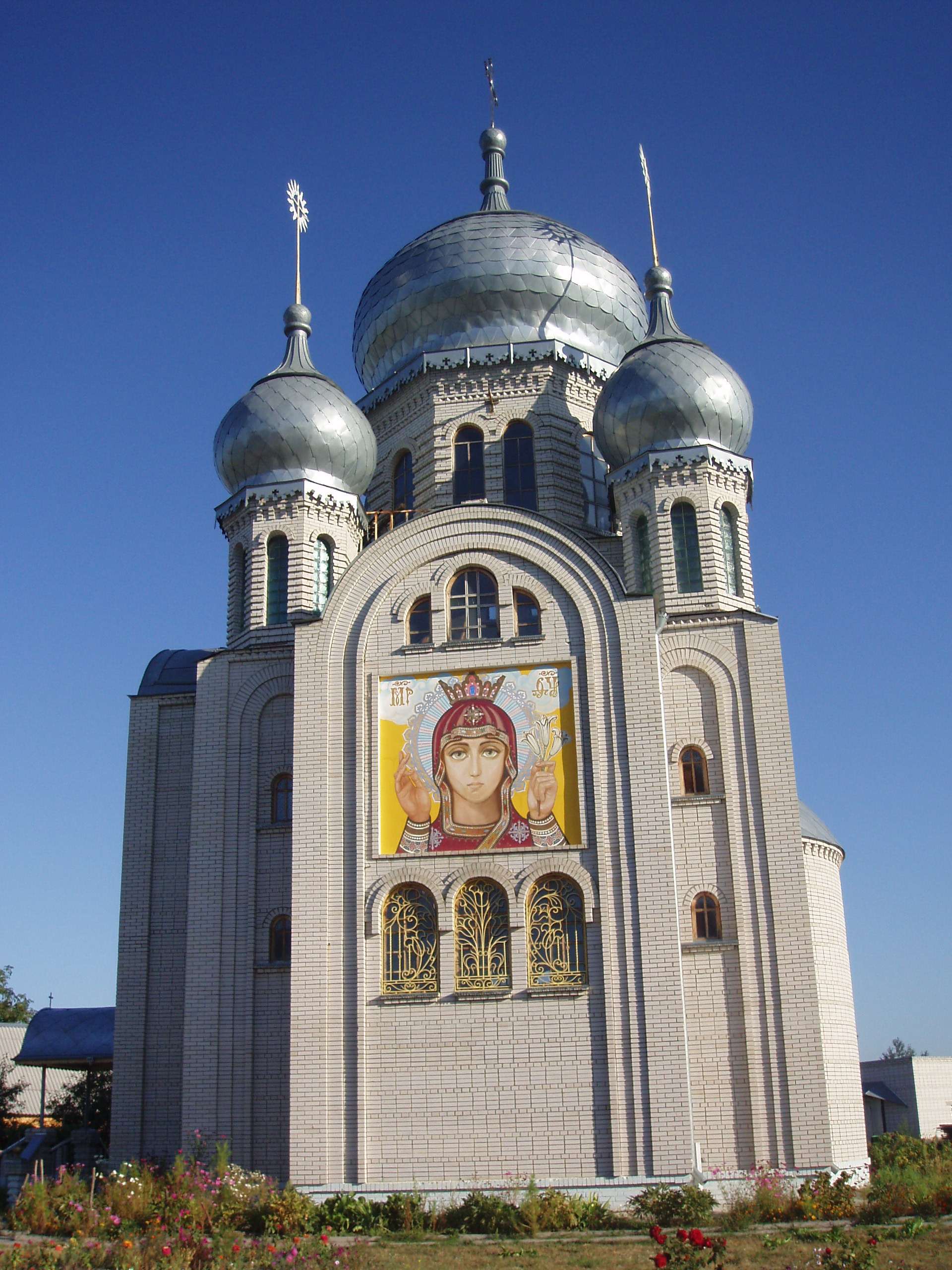
Храм Благовіщення Пресвятої Богородиці
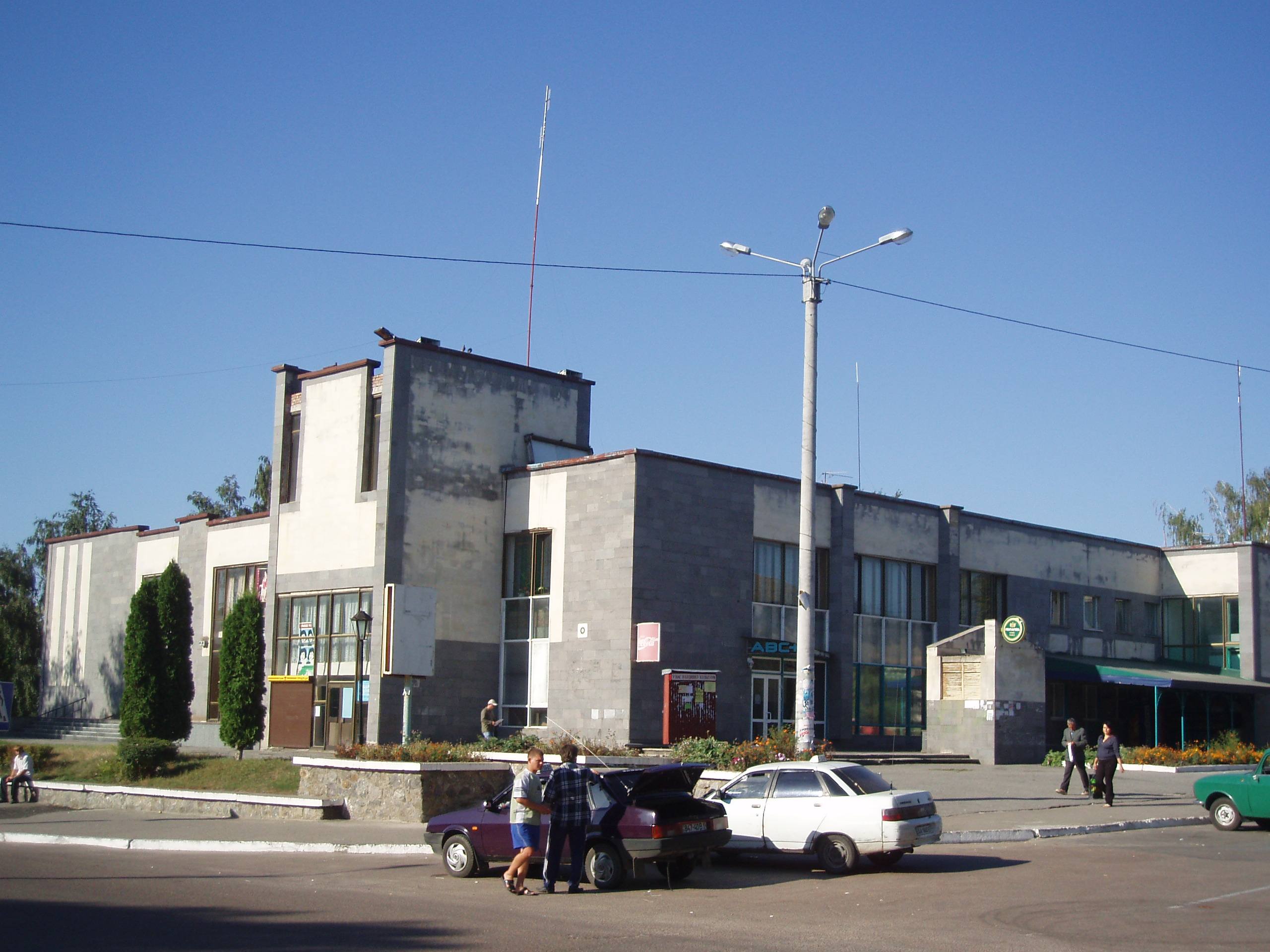
Міський будинок культури
Міський центр зайнятості
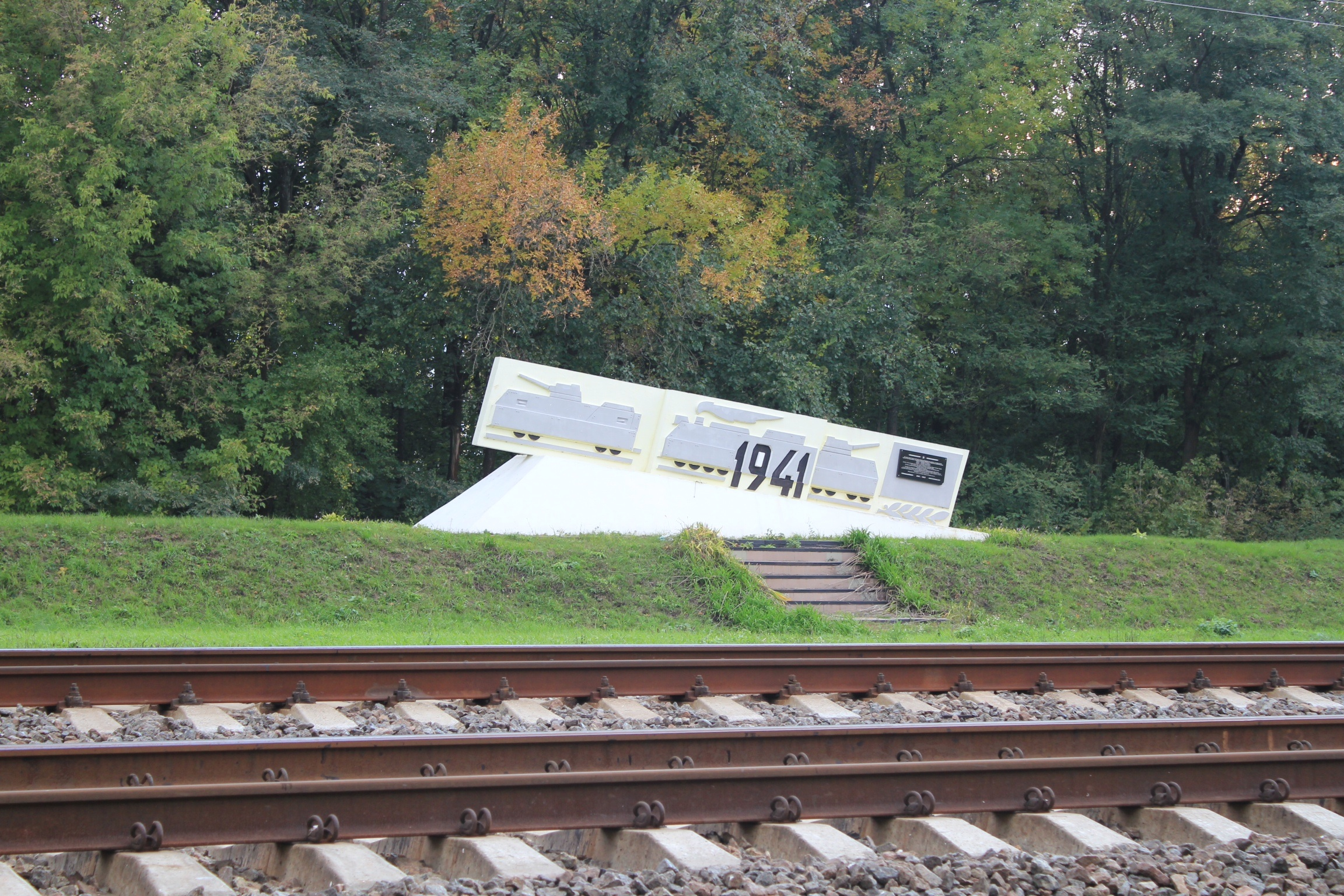
Пам’ятний знак «Бронепоїзд»
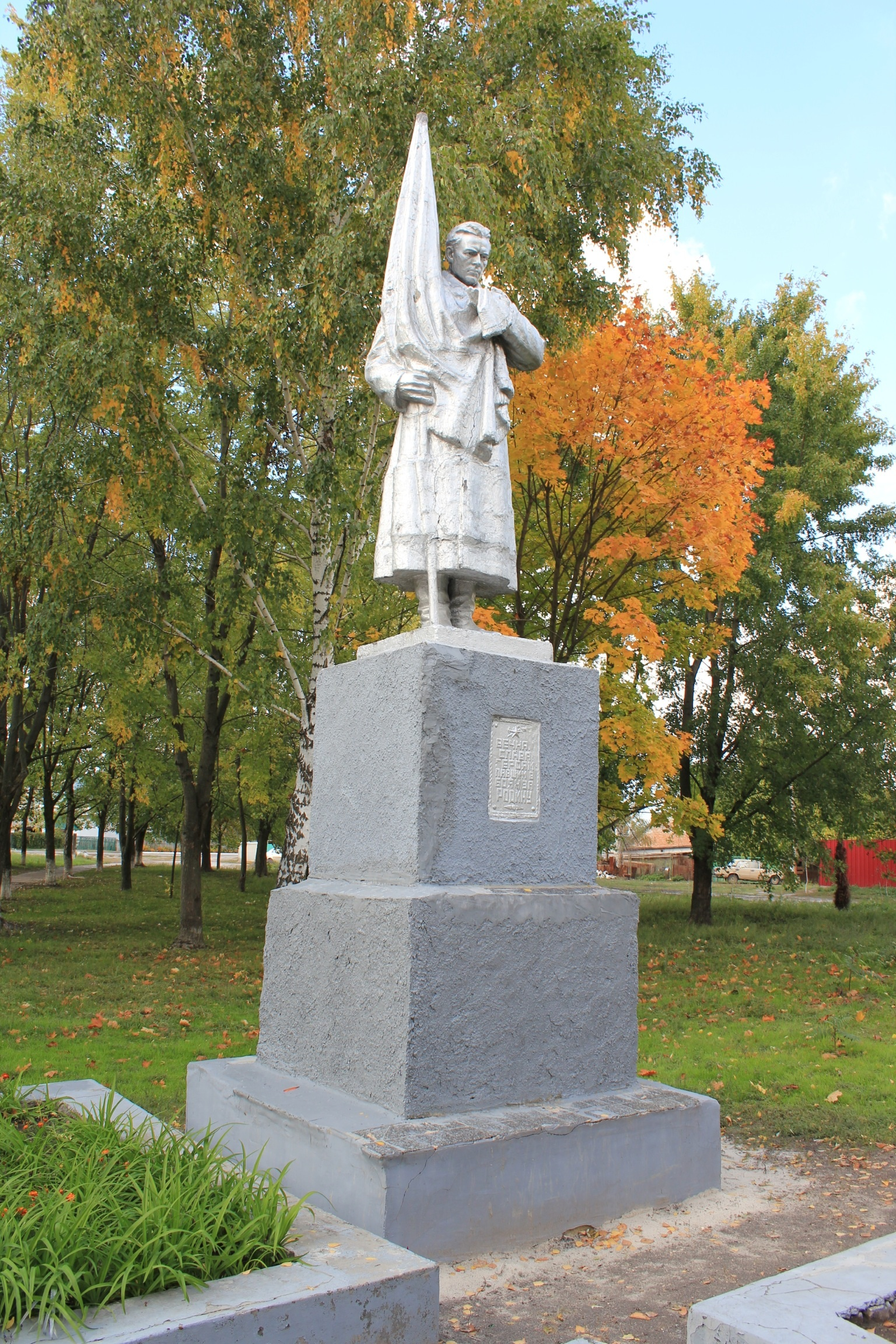
Пам'ятник на братській могилі радянських воїнів
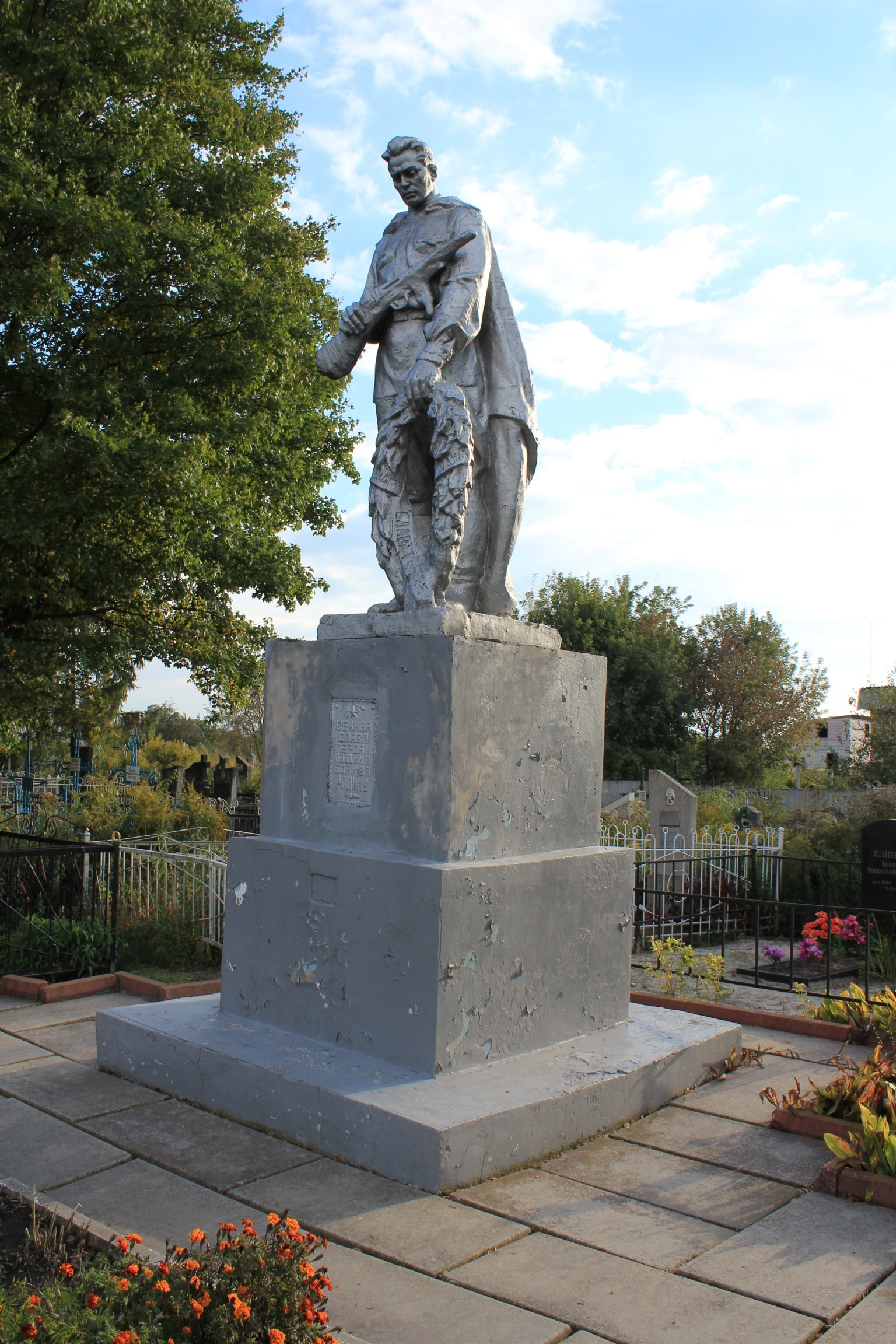
Пам’ятник «Скорботний солдат»
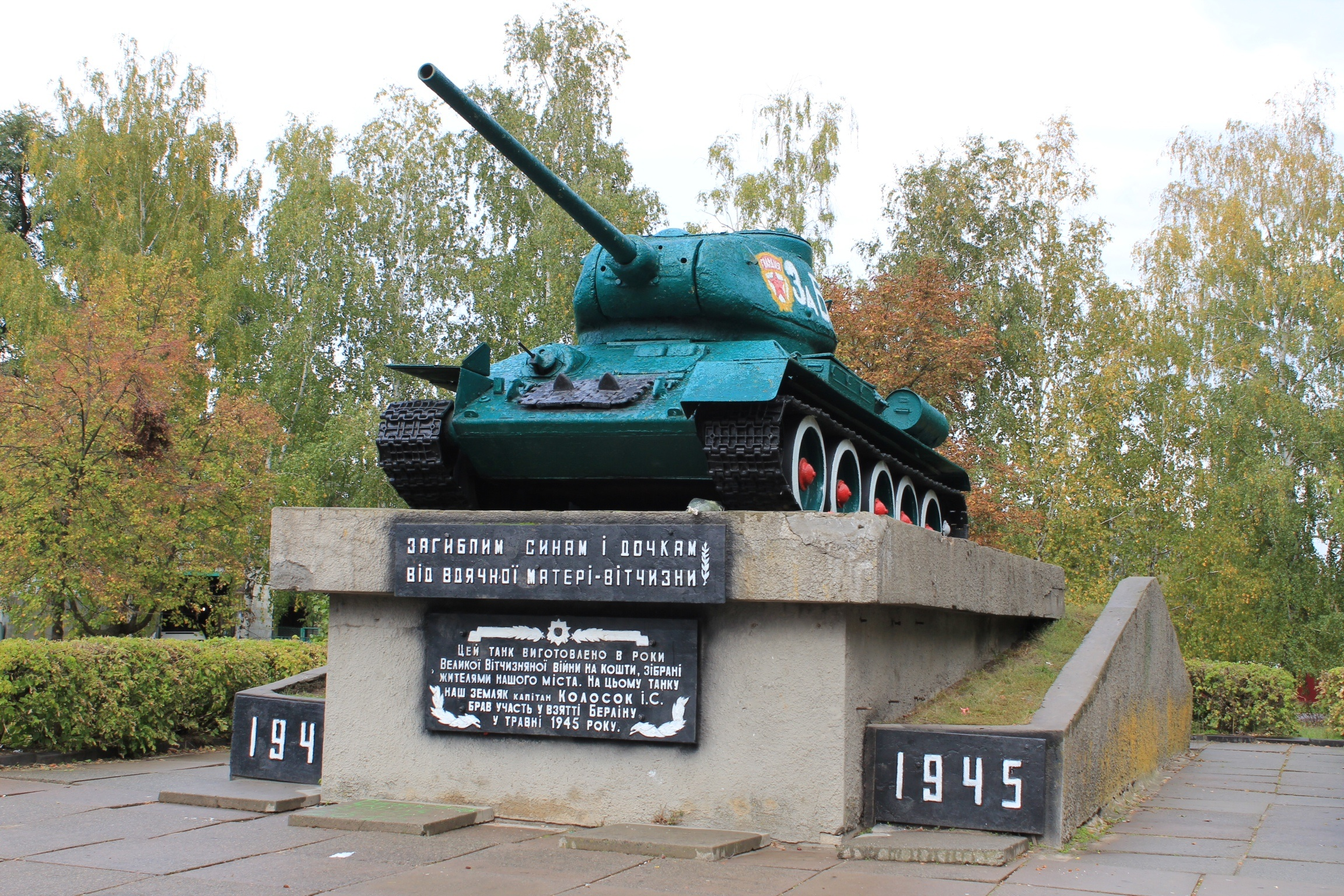
Пам’ятник «Танк Т-34»
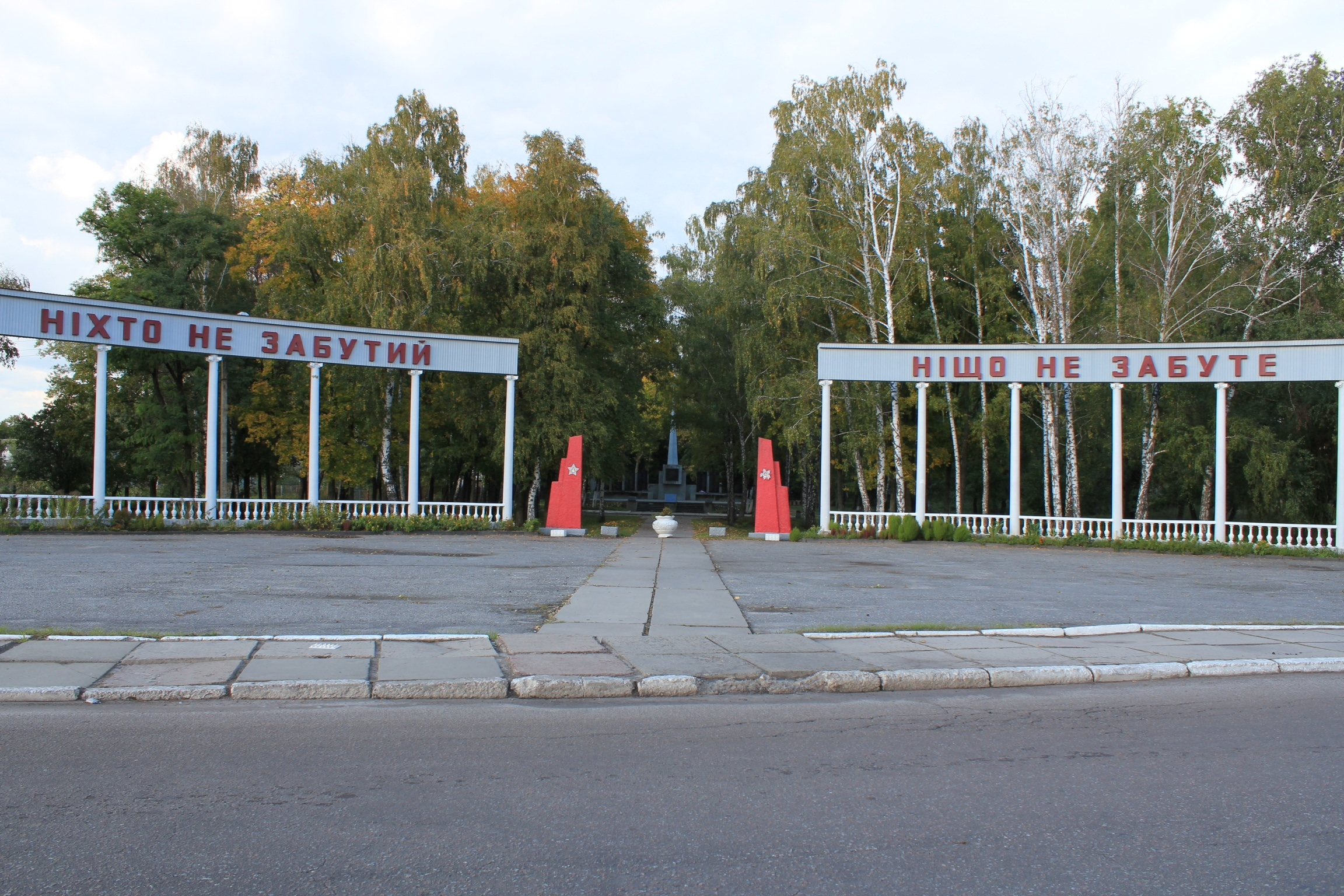
Головний вхід в "Парк Слави"
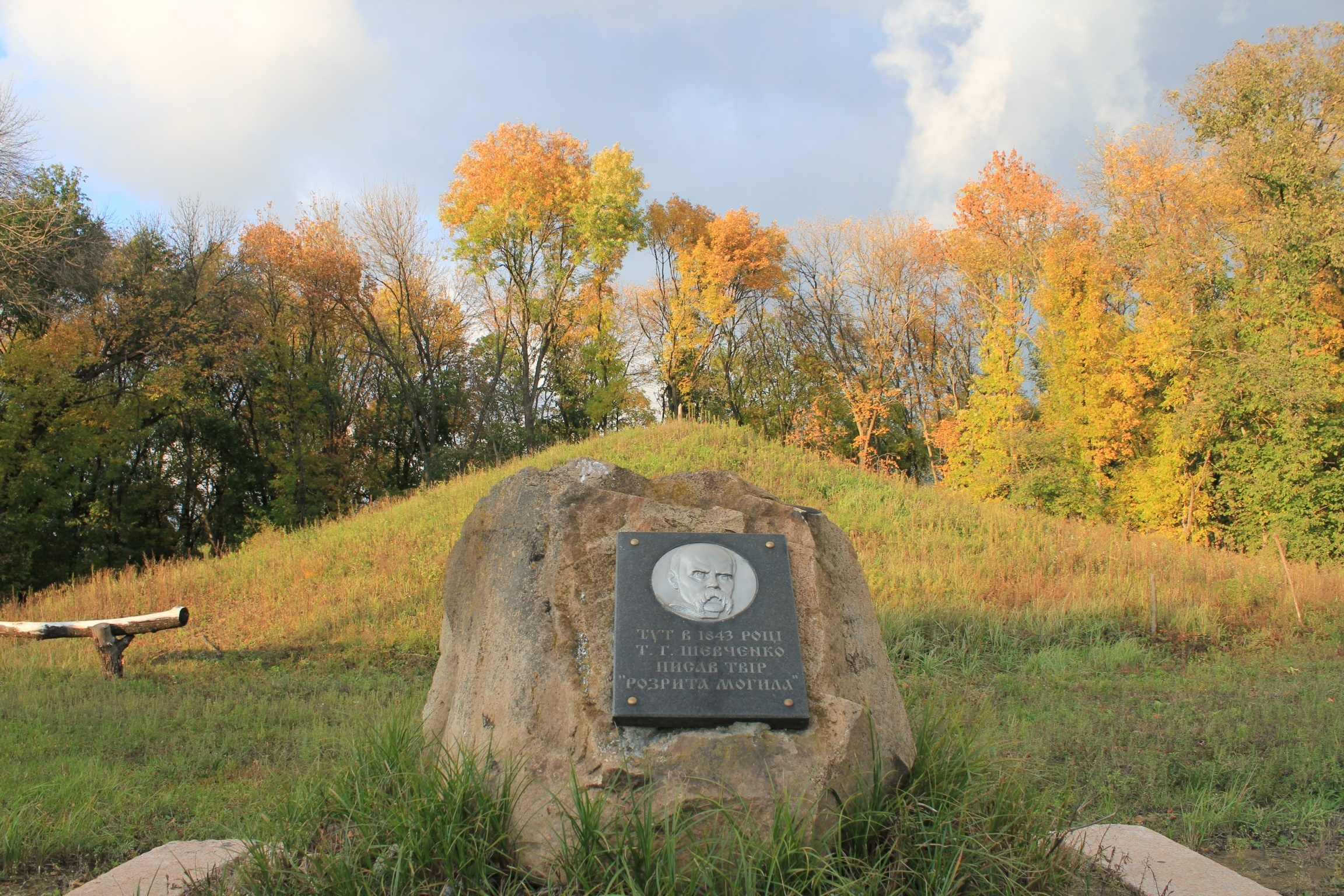
Курган «Розрита могила» з пам'ятним знаком
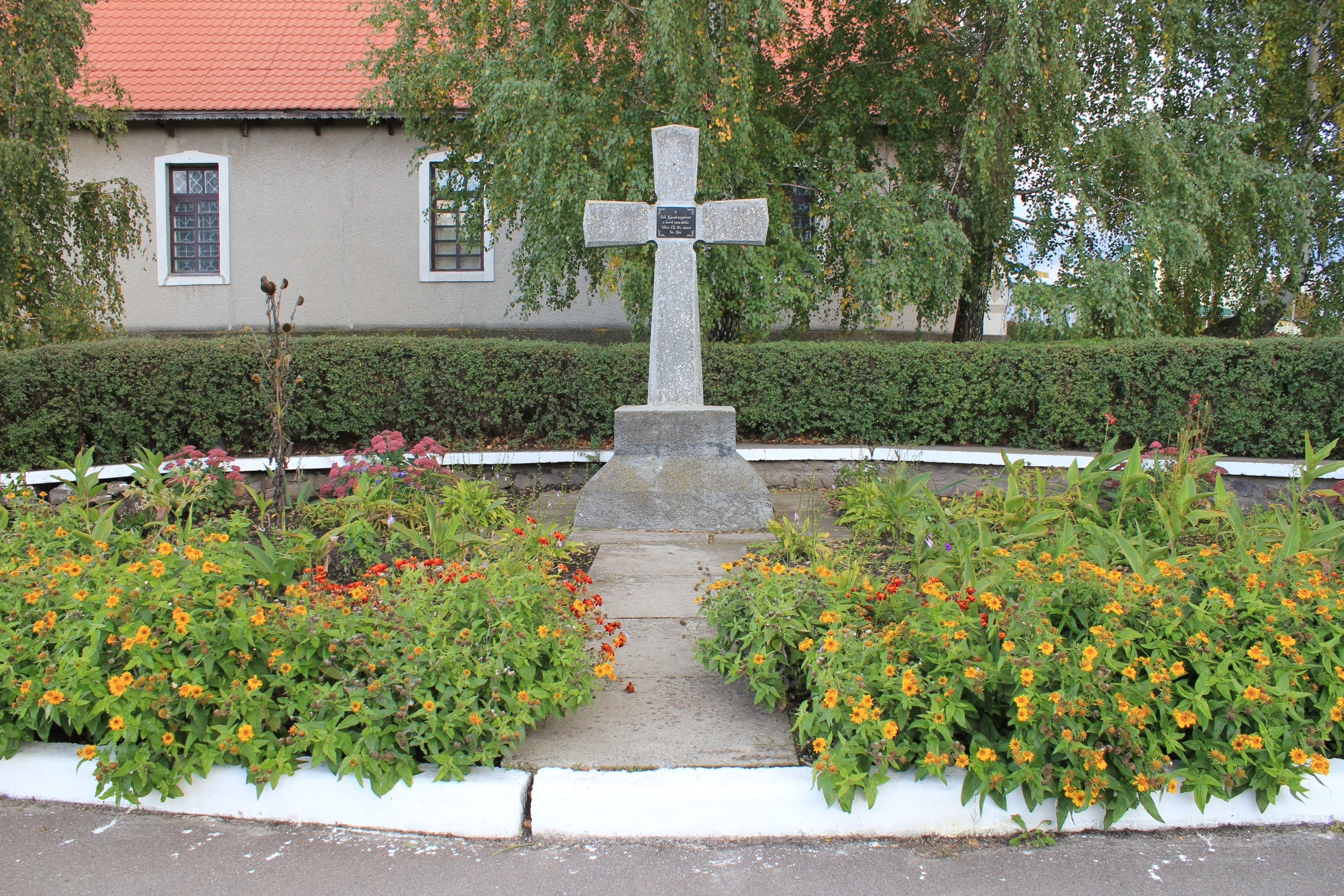
Пам'ятний хрест на ознаменування 2000-річчя Різдва Христового
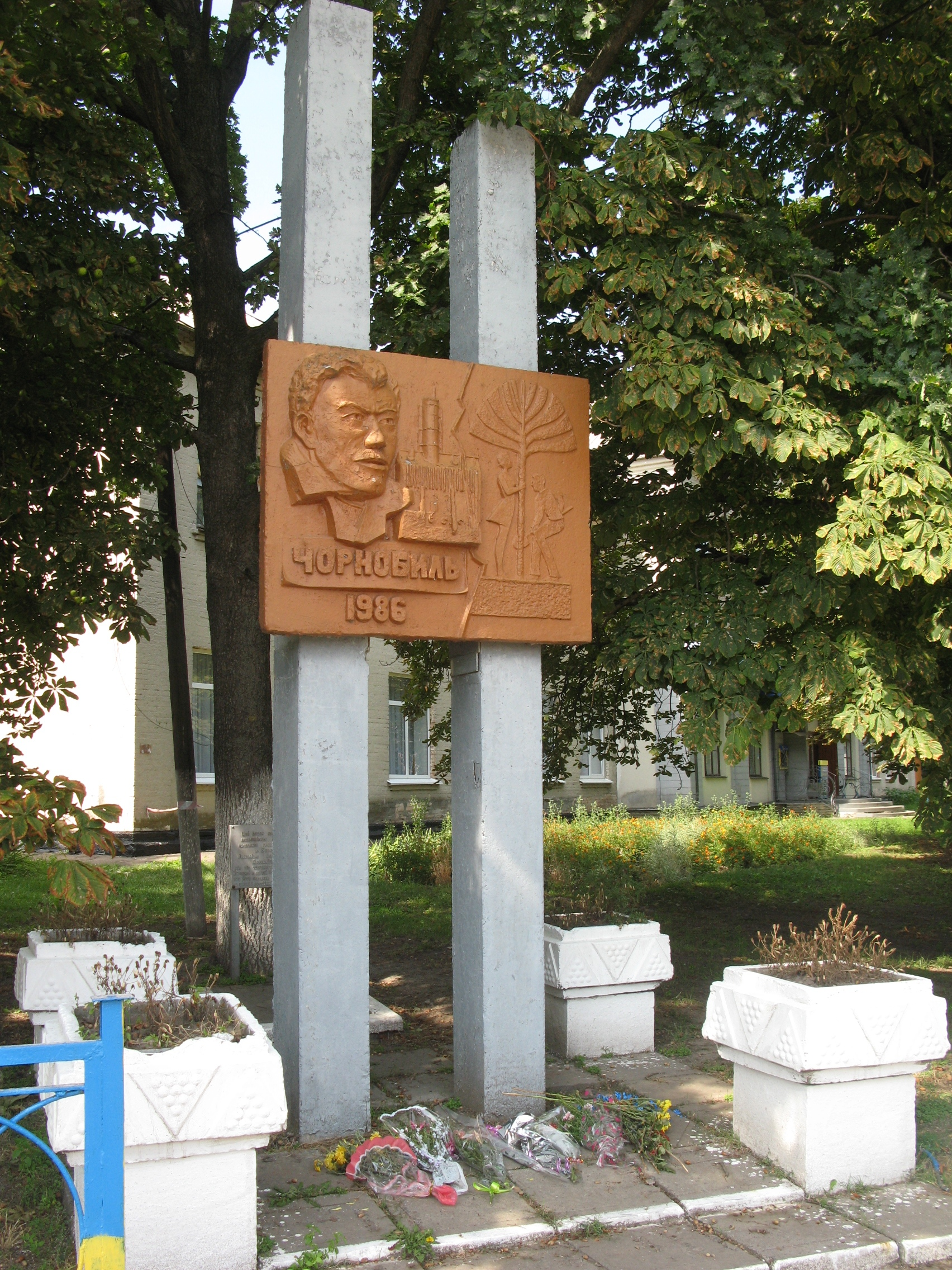
Пам'ятний знак «Чорнобиль-86»
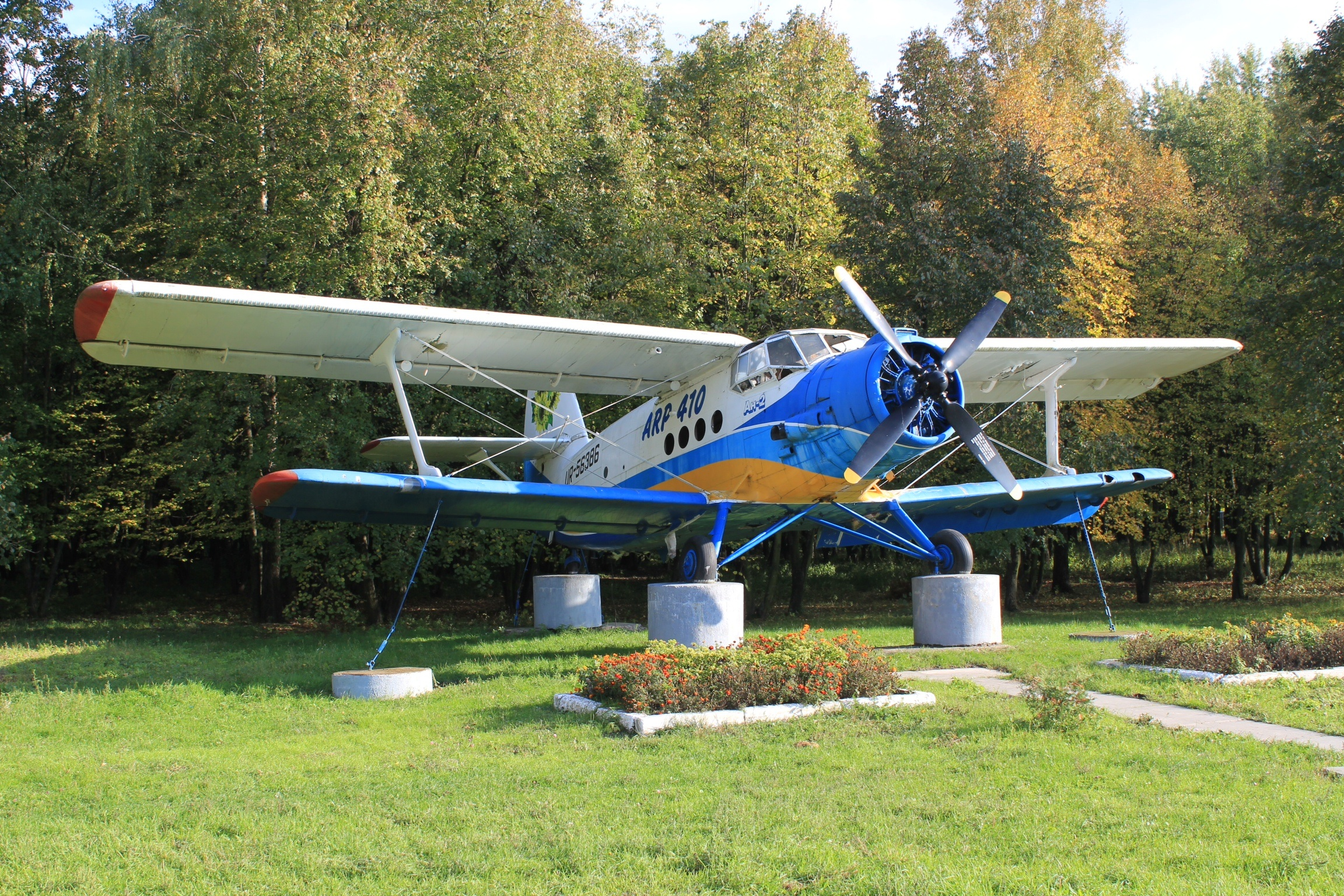
Літак Ан-2
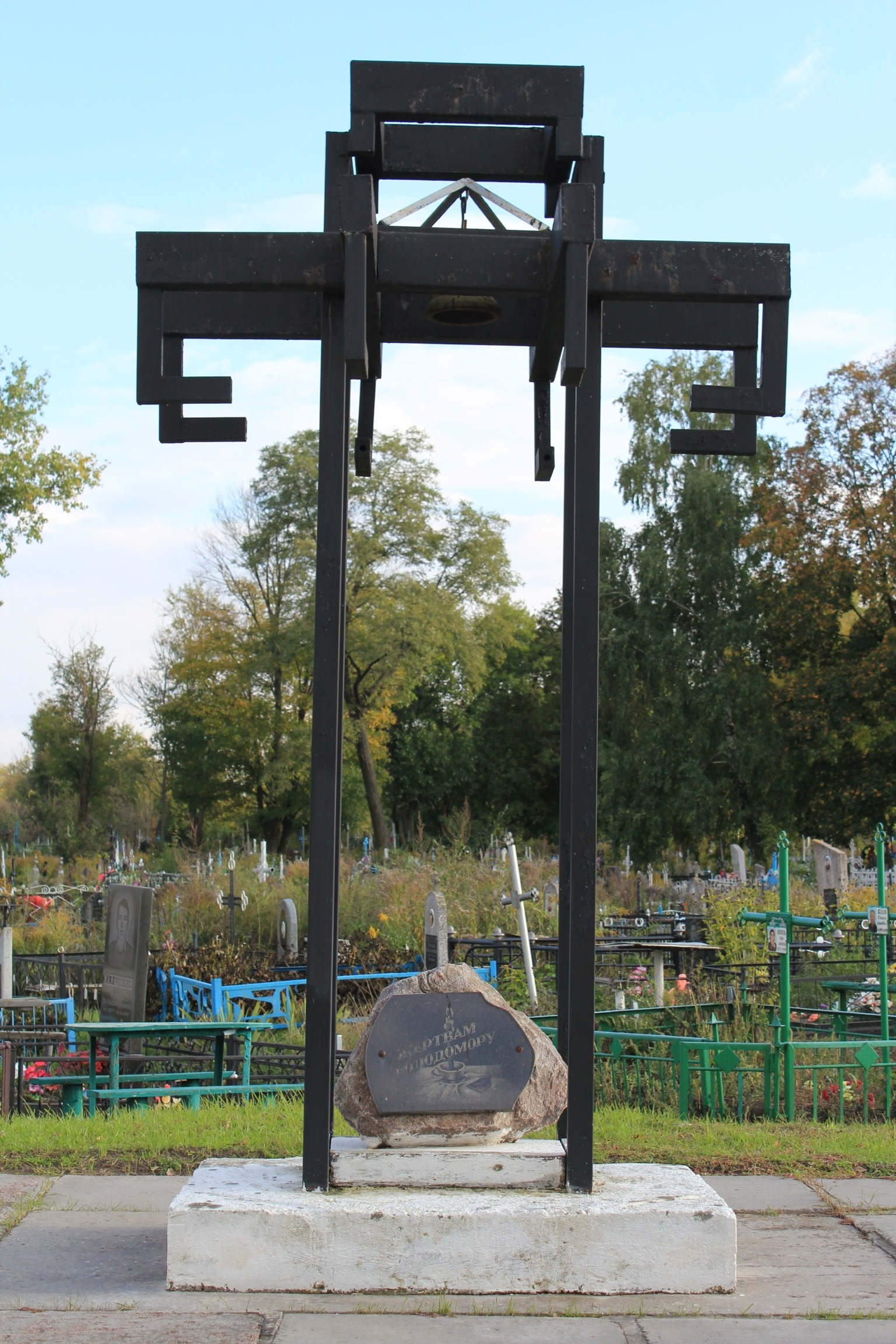
Пам'ятний знак жертвам голодомору
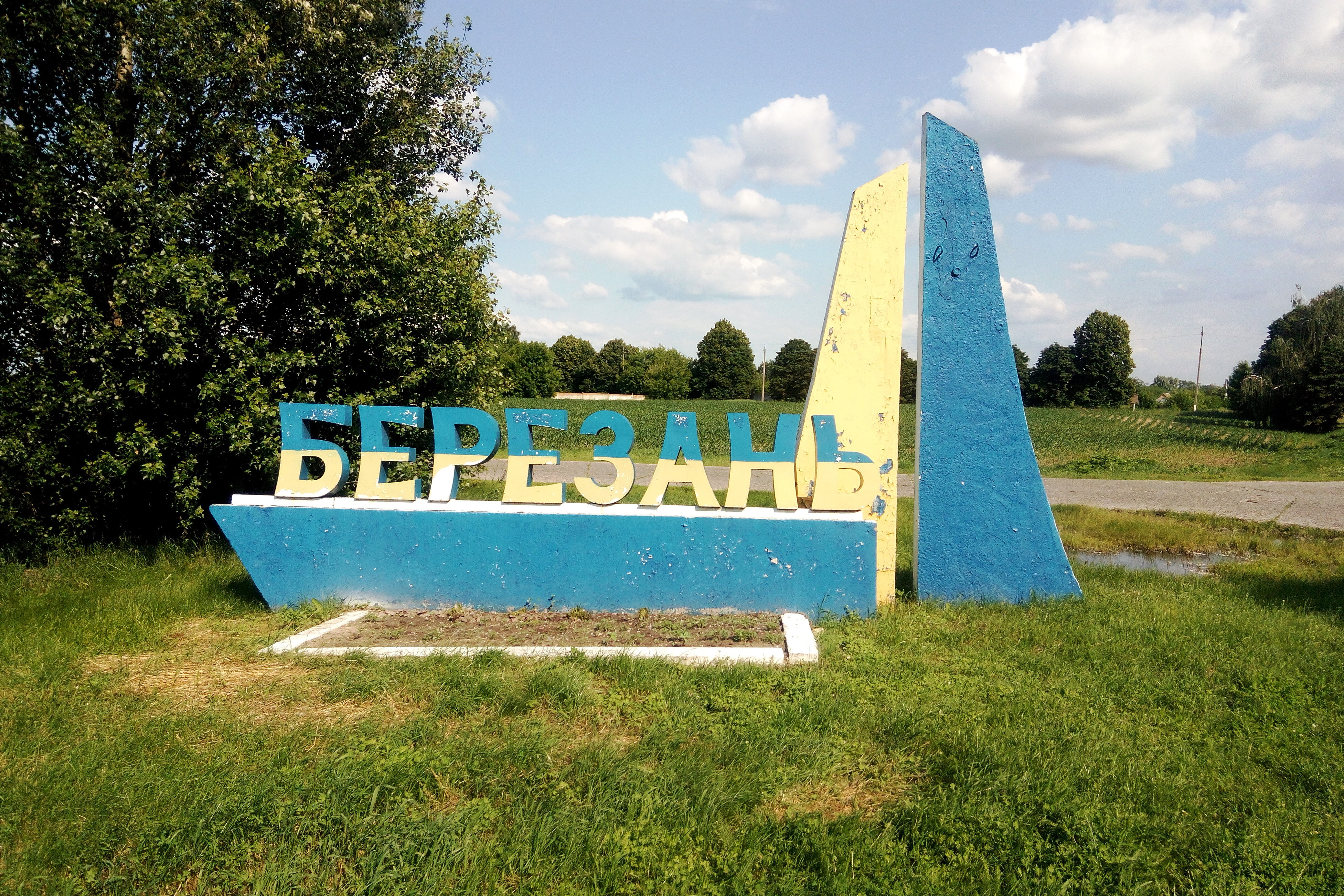
Стела на в'їзді в місто
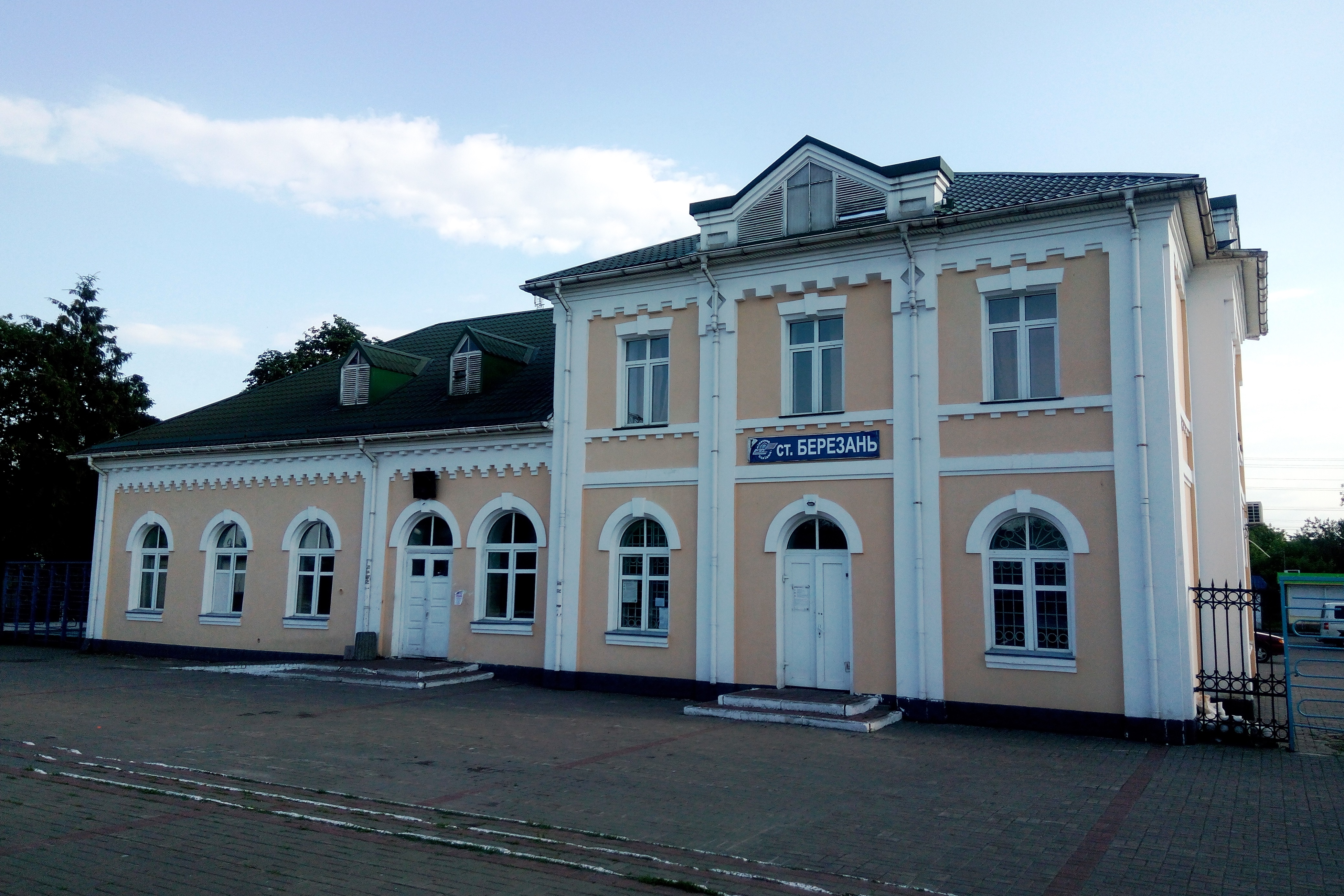
Залізничний вокзал
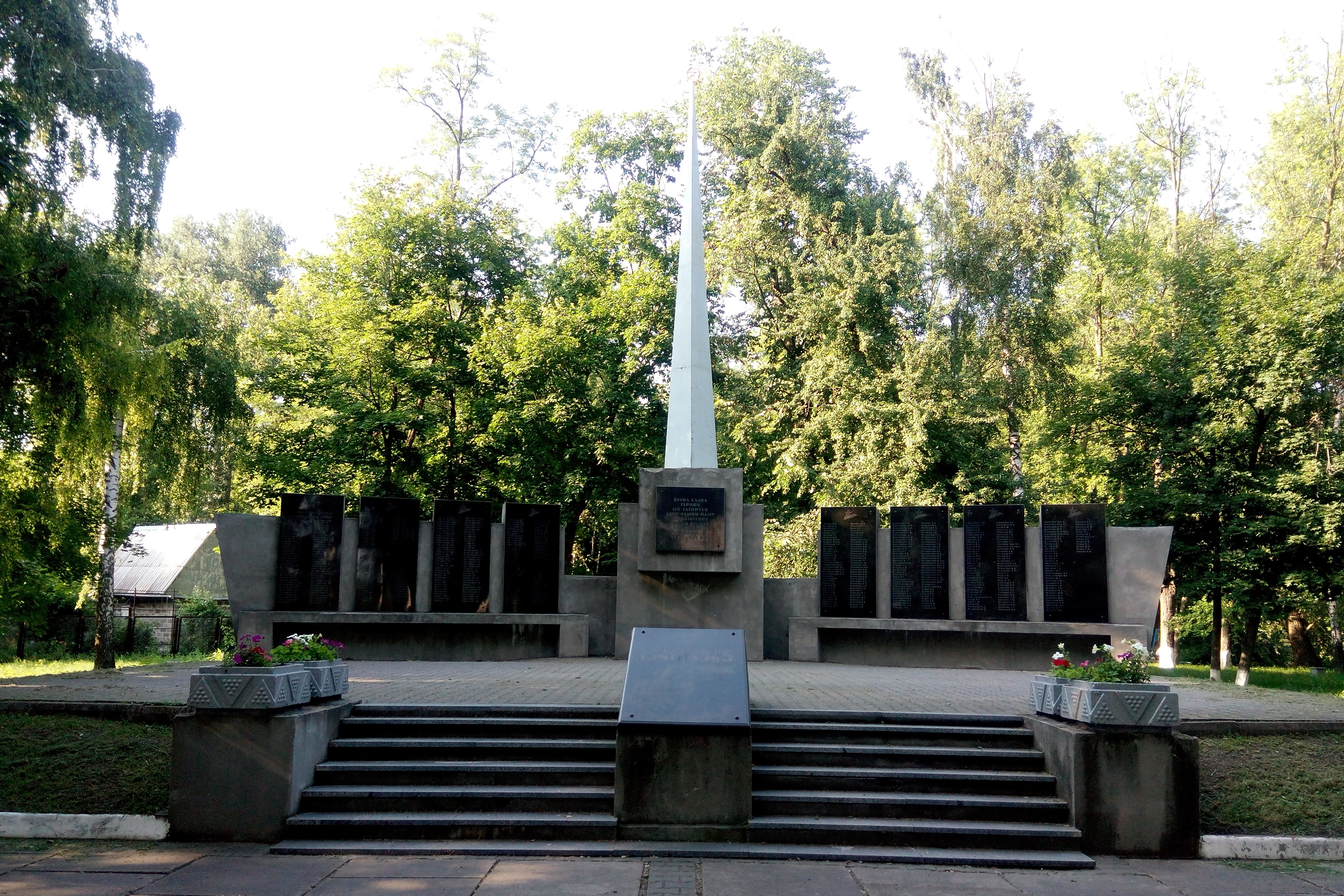
Військовий меморіал загиблим землякам в "Парку Слави"
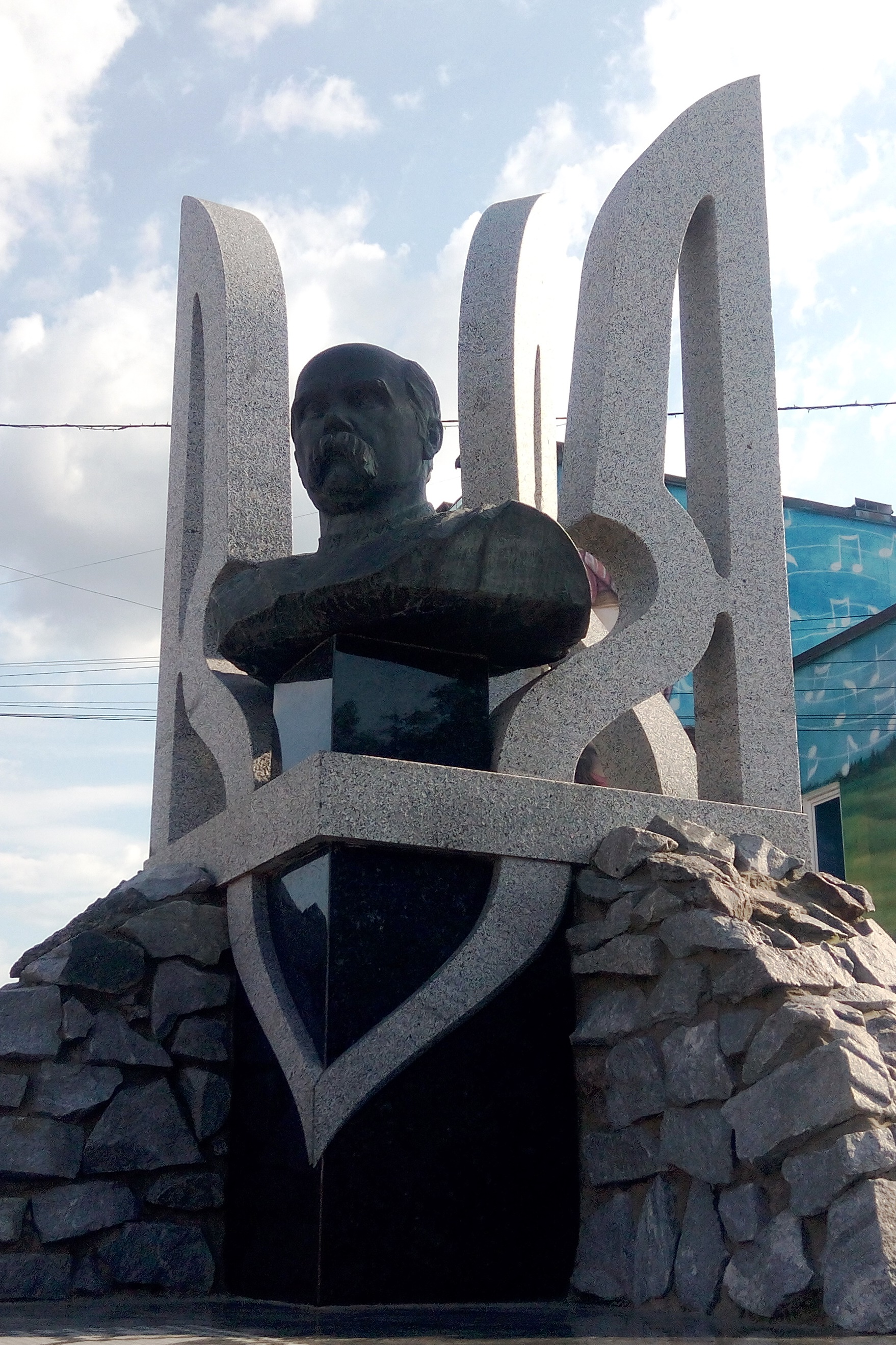
Погруддя Т. Г. Шевченка в центрі міста